# M0n0wall

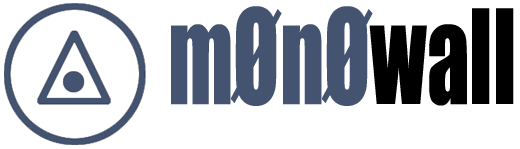
m0n0walls logo

m0n0wall är en brandvägg som bygger på FreeBSD. Mjukvaran kan laddas in på ett litet minneskort eller annat valfritt lagringsmedium. m0n0wall används även i vissa kommersiella hårdvaruplattformar som bland annat Netgate och Logic Supply.

## Avknoppningar
- pfSense - Bygger på m0n0wall och lägger till funktioner så som ntop, nmap, pure-ftpd, med mera.
- FreeNAS - Nätverksfilserver-distribution som bygger på FreeBSD 6 och använder m0n0walls webbgränssnitt.